# Profit
A profit vagy nyereség valamely gazdasági tevékenység során felmerült, számszerűen kifejezett bevételek és költségek különbsége.
Különbséget tehetünk normál (vagy számviteli) és gazdasági profit között. A gazdasági profit meghatározásakor a ráfordítások közé a végzett tevékenység alternatív költségét (opportunity cost) is beleszámítjuk. Mindezekből következik, hogy a gazdasági profit általában kisebb a normál profitnál.
A mikroökonómia vállalati döntésekkel foglalkozó részének egyik legfontosabb feltételezése, hogy a vállalatok célja a minél magasabb profit elérése, minél alacsonyabb befektetéssel (a kettő aránya százalékban kifejezve a profithatékonyság, vagy marxi terminológiával profitráta).